# Zhujita (sockenhuvudort i Kina, Hunan Sheng, lat 29,47, long 110,22)
Zhujita (kinesiska: 珠矶塔, 刘家坪白族乡, 刘家坪) är en sockenhuvudort i Kina. Den ligger i provinsen Hunan, i den södra delen av landet, omkring 300 kilometer nordväst om provinshuvudstaden Changsha. Antalet invånare är 8 688. Befolkningen består av 4 373 kvinnor och 4 315 män. Barn under 15 år utgör 20,0 %, vuxna 15-64 år 64 %, och äldre över 65 år 14,0 %.
Runt Zhujita är det ganska tätbefolkat, med 172 invånare per kvadratkilometer. Närmaste större samhälle är Ruishi, 6,7 km sydost om Zhujita. I omgivningarna runt Zhujita växer huvudsakligen savannskog.
Genomsnittlig årsnederbörd är 1 738 millimeter. Den regnigaste månaden är september, med i genomsnitt 307 mm nederbörd, och den torraste är december, med 21 mm nederbörd.